# 斯洛伐克社会主义共和国

1969年的斯洛伐克社会主义共和国

斯洛伐克社会主义共和国（斯洛伐克语：Slovenská socialistická republika，缩写为SSR）是1969年至1990年间，捷克斯洛伐克中如今叫做斯洛伐克的部分。该名称使用于1969年1月1日—1990年3月。
本條目亦敘述1990年捷克民主化後，至1992年捷克斯洛伐克解體（天鵝絨分離）前，捷克和斯洛伐克聯邦共和國的構成國斯洛伐克共和國。

## 历史
1968年的布拉格之春后，自由化改革被中止，后被取消，唯一的例外是国家的联邦制改造。1968年10月28日通过、1969年1月1日起施行的《联邦宪法》使原来中央集权的捷克斯洛伐克一分为二：捷克社会主义共和国和斯洛伐克社会主义共和国。还建立了新的国家议会（捷克国民议会和斯洛伐克国民议会）；原捷克斯洛伐克议会更名为“联邦议会”并分为两院：人民院（捷克语：Sněmovna lidu／斯洛伐克语：Snemovňa ľudu）和国家院（捷克语：Sněmovna národů／斯洛伐克语：Snemovňa národov）。施行非常复杂的投票规则。 
联邦制改造仅仅是理论上的，所有实权仍由捷克斯洛伐克共产党掌握。不过尽管党员仅担任象征性的角色，“议席”数量的增加还是很方便地为他们提供了更多的位置。
东欧剧变之后，捷克斯洛伐克两个共和国的国名中删除了“社会主义”，如斯洛伐克社会主义共和国改名为斯洛伐克共和国，但仍然是捷克斯洛伐克联邦共和国的一部分。 
东欧剧变后，仍然沿用复杂的议会表决系统（实际上有五个各自拥有否决权的不同议会主体），拖了经济剧变时作政治决策的后腿。
1993年1月1日，斯洛伐克共和国成为独立国家，正式定国名简称为斯洛伐克。（参见天鹅绒分離）